# Indotritia krakatauensis
Indotritia krakatauensis är en kvalsterart som först beskrevs av Sellnick 1923.  Indotritia krakatauensis ingår i släktet Indotritia och familjen Oribotritiidae. Inga underarter finns listade i Catalogue of Life.